# Isketch
Isketch är ett pictionary-liknande spel på Internet. Spelet spelas på över tjugo språk och har spelrum med olika spelvarianter och teman. Isketch kräver Adobe Shockwave för att fungera.